# Deathcore
Genres associés
Deathgrind, death metal, metalcore, punk hardcore
Le deathcore est une fusion musicale mélangeant les caractéristiques du death metal à celles du metalcore et du punk hardcore,,. Il se définit par les riffs du death metal et l'utilisation des breakdowns du punk hardcore et du metalcore,. Le deathcore semblerait s'être initialement popularisé au sud-ouest des États-Unis, plus particulièrement en Arizona et en Californie du Sud (majoritairement dans la Vallée de Coachella),,.

## Caractéristiques
Les types de chants utilisés sont principalement les chants gutturaux (growls), le scream qui consiste en une technique bien particulière de crier et bien différent du growl par sa justesse et sa différenciation entre aigüe et grave (high and low), ainsi que des voix claires et des pig squeals venant tout droit du brutal death metal,. D'autres groupes ont tenté d'innover en mêlant le brutal death metal avec le deathcore comme le fait actuellement le groupe Waking The Cadaver, ou encore Benighted en France. Ce « brutal deathcore » se différencie par des riffs plus lourds, plus violents que le deathcore traditionnel et par l'absence de l'influence du hardcore. Il est aussi plus technique et peut parfois être presque qualifié d'expérimental.

## Histoire

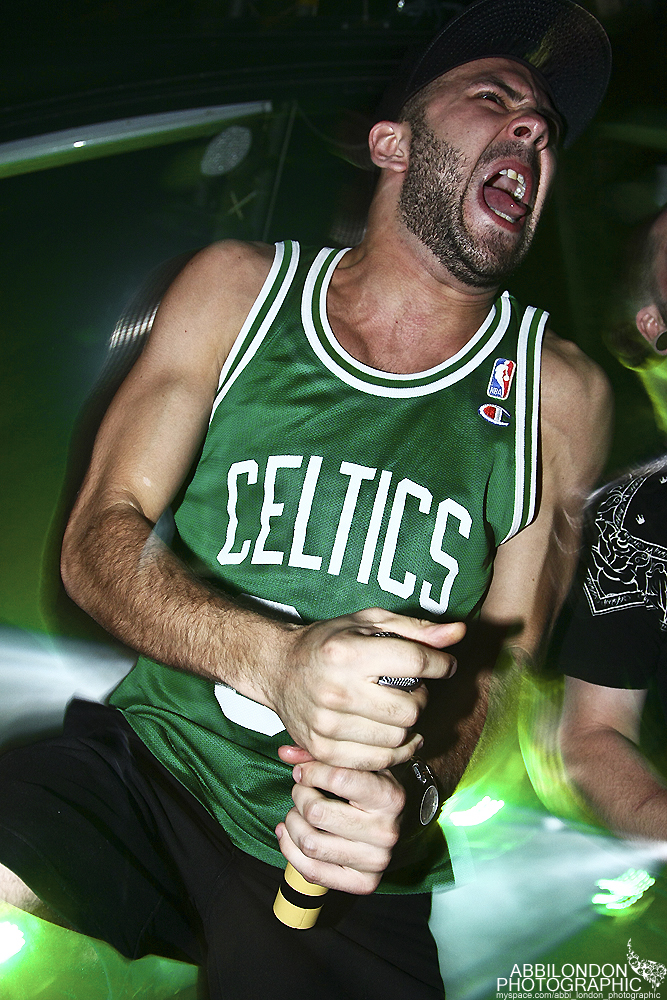
Alexandre Erian du groupe Despised Icon, à Ghostfest en 2009.

Le terme de deathcore remonte au milieu des années 1990 ; en 1996, Nick Terry du magazine Terrorizer écrit : « on va probablement dire que le terme deathcore était utilisé pour décrire les goûts de Earth Crisis. » De ce fait, Antagony et Despised Icon sont considérés comme les pionniers du deathcore,. Cependant, le groupe Despised Icon a refusé d'être associé au genre. Toujours au magazine Decibel, le groupe de death metal Suffocation était l'une des principales inspirations durant l'émergence du genre deathcore.
Le deathcore est modérément popularisé au plus tard des années 2000. Ce sont des groupes tels que Bring Me the Horizon et Suicide Silence qui se populariseront à ce moment-là. No Time to Bleed de Suicide Silence atteint la trente-deuxième place au classement musical Billboard 200, à la douzième place au Rock Albums Chart et à la sixième place du Hard Rock Albums Chart, tandis que leur album intitulé The Black Crown atteint la vingt-huitième place au Billboard 200, la septième place au Rock Albums Chart et la troisième place au Hard Rock Albums Chart. Après commercialisation, l'album des Whitechapel, intitulé This Is Exile, s'est vendu à 5 900 exemplaires et atteint la 118e place au Billboard 200. Leur album du même nom atteint la 65e place au Canadian Albums Chart. Leur album A New Era of Corruption s'est vendu à 10 600 exemplaires aux États-Unis dès sa première semaine de commercialisation et atteint ainsi la 43e place au Billboard 200. Le groupe britannique deathcore Bring Me the Horizon est récompensé aux Kerrang! Awards de 2006. Cependant, la majorité des groupes deathcore restent dans la scène underground.
À la fin des années 2000 jusqu'au début des années 2010, un genre dérivé influencé du nu metal se popularise. Les groupes de ce genre décrivent leur musique comme du « nu-deathcore ». Ces groupes incluent Emmure, Catalepsy, Upon a Burning Body, Here Comes the Kraken,, et également Suicide Silence qui a composé ce genre dans son album The Black Crown,,. Emmure est souvent surnommé « le nouveau Limp Bizkit. »
Vers le milieu des années 2010, certains groupes innovent en ajoutant au deathcore des influences black metal ("blackened deathcore"), tels que les riffs de guitare en tremolo picking et des blast beat très rapides. Lorna Shore est l'un des premiers groupes à démocratiser le blackened deathcore avec son album Psalms en 2015, puis approfondi davantage l'influence black metal avec le single Absolution Of Hatred en 2015 puis avec l'album Flesh Coffin en 2017.

## Groupes notables
- Beyond Deviation[27]
- All Shall Perish
- Animosity
- Antagony[28]
- Ascent Of Autumn
- Asesino[29]
- As They Burn
- Becoming the Archetype
- Kush Garden
- Slaughter to Prevail
- Belay My Last (fi)[30]
- Benighted
- Beyond The Silence
- Bleed From Within
- Blind Witness
- Born of Osiris
- Bring Me The Horizon[31]
- Burning Skies
- Carnifex
- Chelsea Grin[32]
- Deadwater Drowning (en)[33]
- Design the Skyline (en)[34],[35]
- Despised Icon
- Disfigured Elegance
- Drown In Sulphur
- End Of One
- Elysia (en)
- Eternal Bloom
- Eternal Lord (en)[36]
- The Faceless
- Glass Casket
- Here Comes the Kraken (en)[37],[38]
- Heaven Shall Burn
- In the Midst of Lions (en)[39]
- Infant Annihilator
- Job for a Cowboy
- Lorna Shore
- Killwhitneydead (it)[40]
- Morta Skuld (de)
- Neaera
- NightShade
- Oceano
- Signs Of The Swarm
- Suicide Silence
- The Acacia Strain
- The Crimson Armada
- Thy Art Is Murder
- Waking the Cadaver
- Whitechapel
- Winds Of Plague